# Ахейське князівство
Ахейське князівство (фр. Principauté d'Achaïe), відоме також як Морейське князівство (фр. Principauté de Morée) — одна з держав хрестоносців, що виникла на території сучасної Греції у 1205 році внаслідок розділу території Візантійської імперії після Четвертого хрестового походу. Вважалося васалом Фессалонікського королівства, після падіння якого в 1246 році стала наймогутнішою державою хрестоносців у Греції. Князівство припинило своє існування у 1460 після захоплення його території османами.

## Територія князівства
Князівство займало невелику територію. Йому належала частина внутрішніх регіонів півострова Пелопоннес: Еліда, Мессенія і частина Аркадії, а також декілька морських портів на півострові, таких як Кларенца та Монемвасія. Завдяки цим портам князівство багатіло і мало здатність допомагати Латинській імперії в її боротьбі з візантійськими нікейськими імператорами, що претендували на константинопольський престол. На Пелопонесі територія Ахейського князівства з інших сторін була оточена володіннями грецького Епірського деспотату та Венеційської республіки.
Першою столицею князівства була Андравіда. У 1249 році Жоффруа II де Віллардуен переніс столицю до Містри, однак вже у 1262 він вимушений був передати Містру та більшу частину Мореї візантійцям.

## Історія
Під час Четвертого хрестового походу, коли хрестоносці розділили між собою Візантійську імперію, Гійом де Шамплітт та Жоффруа I де Віллардуен 1205 року висадились на півострові Пелопоннес та захопили Ахаю та Еліду, а після перемоги над греками в Битві при оливковому гаї при Кундуросі опір греків окрім кількох замків припинився. Замки Аргоса, Нафпліона та Акрокоринфа протримались до самогубстава Лева Сгура в 1208 році. Замок Аракловон завоювали у 1213 році після здачі гарнізону.
Першим правителем новоутвореної держави став Гійом де Шамплітт, а після його смерті у 1209 Жоффруа де Віллардуен домігся визнання своєї влади над князівством з боку місцевих феодалів, папи Іннокентія ІІІ та імператора і отримав титул князя Ахейського. У час правління родини Віллардуенів князівство досягло свого найбільшого розквіту. Двір князя в Андравіді вважався одним з найкращих та найвишуканіших у Європі. Князь Гільйом ІІ був відомим поетом та трубадуром. Князівство мало свій монетний двір на якому карбували срібні торнезе за зразком турського деньє. З'явилися власна література та особлива форма французької мови. В цей час була написана Морейська хроніка — цінне джерело з історії Четвертого хрестового походу.

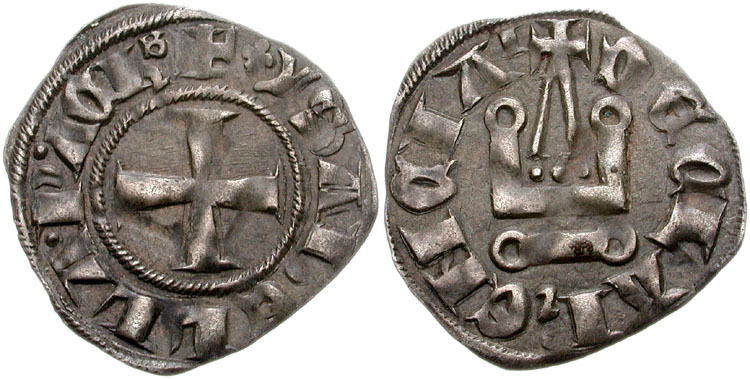
Торнезе Ізабелли де Віллардуен (1297—1301)

Правова система Ахейського князівства, що створювалась на основі синтезу норм французького феодального права та норм візантійського права почала свій розвиток саме за правління Віллардуенів. Ці закони стали прикладом для всіх держав хрестоносців цього періоду. Морейська знать часто використовувала назви візантійських посад, пристосовуючи їх до своїх потреб, наприклад: логофет та протовестарій. За наказом Жоффруа І було складено регістр проній (феодів).
Вершини могутності князівство досягло після сходження на престол Гільйома ІІ де Віллардуена, що був другим сином князя Жоффруа І. Ним була побудована фортеця та палац у Містрі. У 1249 за допомоги князівських васалів з Негропонту, йому вдалося захопити Монемвасію і після цього вирушив із загоном з 400 лицарів та 28 кораблів у Сьомий хрестовий похід. Після повернення з нього Гільйома ІІ визнали сеньйором Наксоське герцогство, Афінське герцогство та більшість баронів Негропонту (Евбеї). У 1255 князь Гільйом, через суперечку навколо спадку своєї померлої дружини Катарини делла Карчері, почав війну проти венеційських володінь для того, щоб захопити острів Евбею. У 1259 він об'єднався з деспотом Епіру Михаїлом ІІ проти імператора Нікеї Михаїла VIII Палеолога і одружився з Анною Дукинею, донькою епірського деспота. Проте Михаїл ІІ перейшов на сторону нікейського імператора і в Пелаґонійській битві Гільйом ІІ потрапив у полон. У 1262, після рішення так званого «дамського» парламенту в Ніклі, що вирішив йти на поступки візантійцям, його звільнили в обмін на Містру та найважливіші укріплення Пелопонесу — Монемвасію та Велику Майну, що стали візантійським Морейським деспотатом.
Після смерті Гільйома ІІ де Віллардуена в 1278 році, латинський імператор Балдуїн ІІ визнав права на Ахейське князівство за Карлом І Анжуйським, королем Сицилії та Неаполя. Правителі з Анжуйської династії самі не бували в Ахеї, але присилали гроші для боротьби з візантійцями. Реально справами в князівстві керували італійці. Така ситуація продовжувалась, доки Фома Палеолог, деспот Мореї у 1432 не захопив територію, що залишилась від князівства. А 1460 року сам Морейський деспотат захопила Османська імперія.

## Населення та суспільно-економічний стан князівства
Населення Ахейського князівства складалося переважно з місцевих грецьких мешканців, переважно селян-париків. Кількість латинських, а саме французьких (франкських) поселенців була невеликою. Більша частина з них була лицарями. Їхня кількість близько 1205 становила приблизно 450 осіб, а у 1338 році — 100 лицарів. Невеликою була також кількість гасмулів (нащадки від шлюбів латинських поселенців з гречанками). Права гасмулів були достатньо обмеженими. Поступово латинська франкська верхівка змішувалась з місцевою грецькою верхівкою і переймала грецькі звичаї та мову. Відомо, що князь Гійом ІІ де Віллардуен вів переговори з севастократором Іоанном Палеологом і нікейським імператором Михаїлом VIII грецькою мовою.
Земля на завойованих землях була поділена практично відразу. Земельна система Ахейського князівства являла собою поєднання особливостей візантійської пронійної системи та західноєвропейської феодальної системи. Парики (вілани), що жили на землях сеньйора, як і раніше залишалися тримачами землі. Але при цьому посилювалися права проніара-феодала по відношенню до своїх париків-віланів. Сеньйор мав право забрати рухоме майно свого парика або його ділянку та передати її іншому парикові. Вілану також заборонялося укладати шлюб без дозволу свого сеньйора. По цивільних справах вілана мав судити його сеньйор, а по кримінальних — сеньйор вищий за попереднього. Морейські вілани мали право вільно продавати рухоме майно, але мали залишити за собою не менше пари волів та осла для роботи на сеньйора. Основним видом ренти був акростих, що зберігся ще з візантійських часів. Це була грошова плата, що збиралась в залежності від величини земельної ділянки парика. Окрім того існували інші повинності та вводилися нові, завезені із Франції, наприклад: менморт, формар'яж тощо. Основним видом повинності були ангарії — обов'язкове для париків-віланів відпрацювання на свого сеньйора (вони становили від 12 до 53 днів у рік). Парики, звільнені від ренти, називались франкоматами (homines francati), але вони все одно повинні були виконувати ангарії. Ті з селян, що були позбавлені обов'язку виконувати і ангарії (incosati) повинні були нести військову службу.
Доменом князя став Коринф («ключ до всієї Мореї»), більша частина Еліди та деякі замки. Найвище положення займали барони, що мали від 4 до 24 проній-феодів. З них ті, хто отримали по 4 феода мали виставляти одного лицаря та 12 сержантів і отримували звання баннерета. Ті барони, що отримували понад 4 феодів мали виставляти по одному кінному сержанту або одному лицарю від кожного лена. Далі по ієрархії йшли лицарі-лігії, що приносили омаж князю або іншому барону. Такі лицарі мали право мати свою курію та васалів, але передавати лен у спадок могли лише, якщо володіли ним «по праву завоювання». Вони несли військову службу 4 місяці і 4 місяці гарнізонної служби. Судити їх могла лише курія баронів або лігіїв. Найнижчу ієрархічну сходинку серед франкських завойовників займали сержанти, що отримуали лише половину феода. Князь не був наділений всією повнотою влади і був зв'язаний різноманітними кутюмами князівства. У найважливіших випадках він мав радитись із баронами та, іноді, представниками міст, що збиралися у парламент. І лише парламент міг вносити зміни в порядок розподілу земель або приймати рішення щодо відчуження частини земель князівства.
Відносини між завойовниками та місцевими грецькими архонтами налагодились достатньо швидко. За більшістю з них зберігалися ті пронії, що були їм надані візантійською владою в обмін на пренесення омажу ахейському князю. Вони складали групу так званих васалів «простого омажу» і займали достатньо вагомі позиції в адміністрації та економіці князівства. Крім принесення омажу ними також укладався договір з князівським урядом, що гарантувало їм відповідні права, хоча наслідком цього було звуження так званих «лицарських прав» по відношенню до лицарів-лігіїв. Також за ними закріпився візантійський порядок успадкування майна — майно могли наслідувати однаково всі діти померлого. Така система діяла на відміну від майорату (наслідування лише старшим сином), розповсюдженого в лицарському середовищі. При цьому у випадку шлюбу між латинянином і гречанкою на їхніх дітей розповсюджувалась саме візантійська система спадкоємного права.
За візантійськими архонтами і місцевим населенням також зберігалася свобода православного віросповідання в обмін на вірність.

## Культура
Завдяки тому, що Ахейське князівство проіснувало на політичній карті світу тривалий час, воно зробило значний внесок у розвиток культури Латинської Романії. Йому вдалося залишити відбиток свого впливу як в архітектурі, історіографії, літературі, так і в праві.
Ще при перших Віллардуенах двір ахейських князів був одним із найзначніших центрів трубадурського мистецтва. Відомими трубадурами були в тому числі і самі князі. При Гільйомі ІІ, після якого залишилося декілька поетичних творів, двір в Андравіді вважався навіть більш блискучим і галантним ніж двір французького короля. Туди відпрявляли знатних юнаків для навчання лицарським звичаям та витонченим манерам. Проте найвідомішим літературним і одночасно історичним твором, що був створений в Ахейському князівстві, є «Морейська хроніка». Скоріш за все вона була написана в кінці ХІІІ — поч. XIV ст. Вона відома в декількох мовних версіях — грецькій, французькій, італійській та каталанській. Першість між грецькою (віршованою) та французькою (прозовою) є спірною в сучасній історіографії. Каталанська (або арагонська) версія була завершена біля 1393 на замовлення магістра госпітальєрів Хуана Фернандеса де Ередіа, а італійська версія між XV та XVI ст. Хроніка починається з 1095 і фактично одразу переходить до опису подій Четвертого хрестового походу. Грецька версія доходить до 1292, а французька до 1305 року. Маючи неточності, особливо у викладені подій Четвертого хрестового походу вона все ж залишається одним з найважливіших джерел по історії цього періоду.

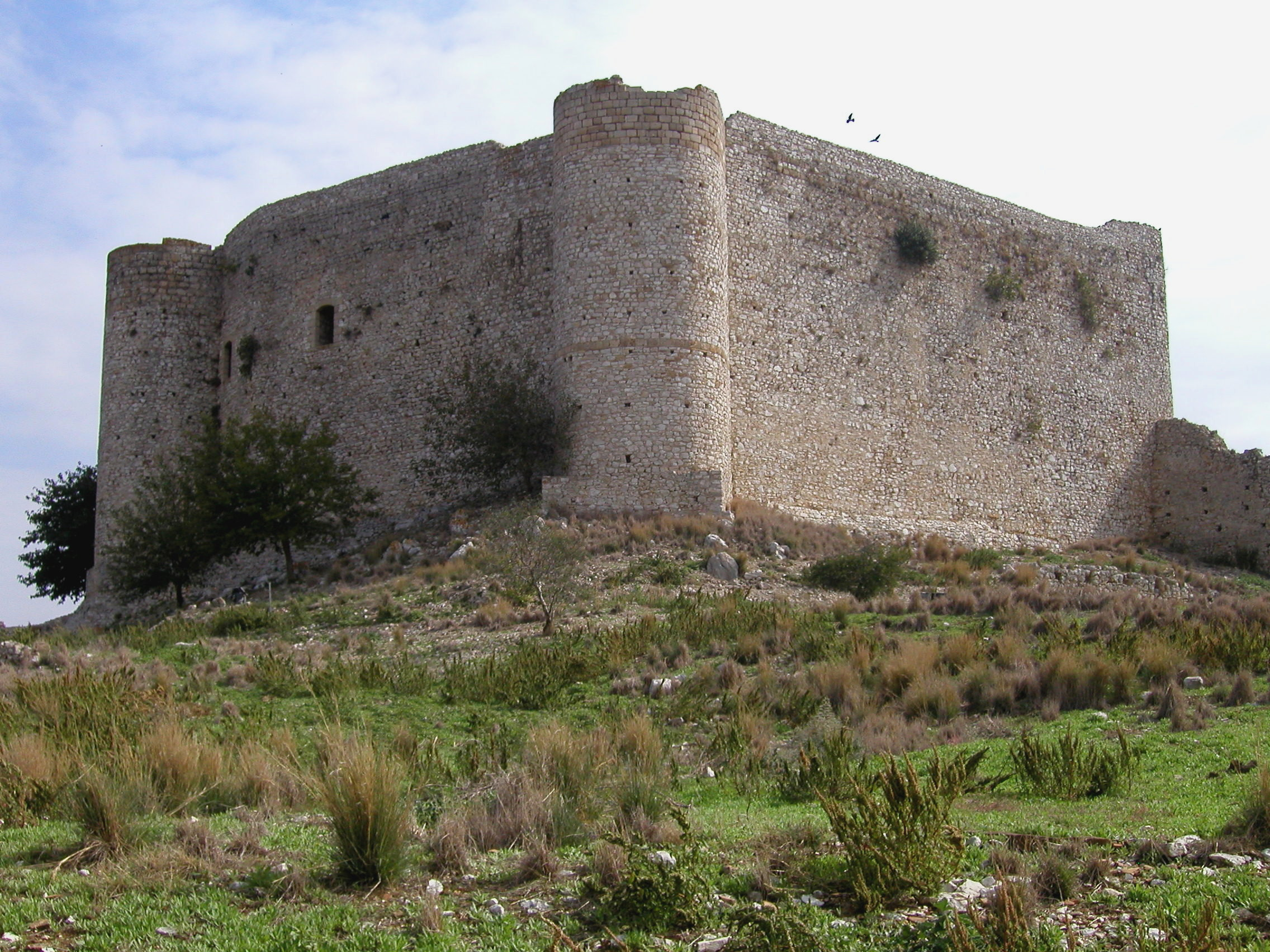
Донжон замку Клермон (Хлемуці). Середина ХІІІ ст.

Основну роль в морейській архітектурі грало будівництво фортець та інших укріплень. Будувалися, як укріплення навколо міст, так і замки. Столиця князівства Андравіда не мала своїх власних оборонних споруд. Її мали захищати фортеці Кларенци та Клермону. Кларенцу — найголовніший порт Мореї, оточували стіни завтовшки до 2 метрів і вони охоплювали доволі значну територію (прибл. 9 тис. м².). Перед стінами був виритий рів, а вони самі були збудовані з доволі неміцного матеріалу — брикетів необпаленої цегли на кам'яному цоколі. Іншою важливою фортецею був Клермон (суч. Хлемуці) — «ключ до Еліди», що мав форму багатокутника з двома поясами стін та круглими баштами. Фортеця була збудована повністю західноєвропейськими майстрами. Також важливими фортецями були Каритена, Містра із замком Віллардуенів, значну роль грали фортеці найзначніших баронів. Загалом фортечне будівництво в Мореї мало багато архаїчних рис. В будівництві культових споруд відбився вплив готики, але він не знайшов тут такого розвитку, як, наприклад, на Кіпрі. Найчастіше вони мали форму великої прямокутної базиліки, одно- чи трьохнефні. Серед таких споруд можна відзначити церкву Св. Софії в Андравіді (1240—1264), церкву в Кларенці (др. чв. ХІІІ ст.). В таких церквах використовувались вузькі вікна з напівциркульними або ломаними арками, капітелі колон прикрашались гербами, орнаментом з листя та людських голів. Також зводилися церкви у місцевому грецькому стилі, які мали сліди латинського впливу (елементи готики, багатоярусні баштові дзвіниці). Одним з найважливіших зразків скульптури є надгробок Агнесси де Віллардуен (Анни Дукині) 1286 року. Його прикрашає як традиційна франкська плоска скульптура, так і візантійський орнамент (пави та казкові тварини). Напис здійснений французькою мовою.
Право Ахейського князівство знаходилось під одночасним впливом французьких феодальних кутюмів, візантійського права та Єрусалимських асизів. Основним правовим пам'ятником Мореї є «Асизи Романії», приватна збірка, що відображає правові традиції і норми, які панували в князівстві та сусідніх територіях. Їх кінцевий варіант виник між 1333 і 1349. Про важливість цього документу свідчить те, що у XV ст. на прохання мешканців Негропонту він став обов'язковим у цьому володінні Венеції. Асизи поділяються на 4 частини: перша і найзначніша за кількістю статей включає норми, що регулювали васальні відносини; друга частина торкалась прерогатив князівської влади; третя — прав та обов'язків вілланів і париків, особливо їхні стосунки з сеньйорами і четверта різноманітних питань (в тому числі щодо міщан). В «Асизах Романії» також знайшла відбиток інкорпорація деяких норм візантійського права у право Ахейського князівства.
Попри ці достатньо помітні досягнення, культура Морейського князівства протягом ХІІІ-XIV ст. фактично втратила своє домінантне значення, поступившись новому культурному центру на Пелопоннесі — Морейському деспотату зі столицею в Містрі.

## Правителі Ахейського князівства
| Правління | Ім'я |
| --------- | --- |
| 1205-1209 | Гільйом I де Шамплітт |
| 1210-1228 | Жоффруа I де Віллардуен |
| 1228-1246 | Жоффруа II де Віллардуен |
| 1246-1278 | Гільйом II де Віллардуен |
| 1278-1285 | Карл I Анжуйський |
| 1285-1289 | Карл II Анжуйський |
| 1289-1307 | Ізабелла де Віллардуен разом - з 1289 по 1297 її чоловіком був граф Флоренс Генауський - з 1301 по 1307 її чоловіком був граф Філіпп Савойський (+1334) |

| Князі залежні від королів Неаполя | Претенденти на князівський престол |
| --------------------------------- | ---------------------------------- |

| Правління | Ім'я                                                                              | Правління | Ім'я                                                                                     |
| --------- | --------------------------------------------------------------------------------- | --------- | ---------------------------------------------------------------------------------------- |
| 1307-1313 | Філіпп I Тарентійський                                                            | 1307-1334 | Філіпп Савойський                                                                        |
| 1313-1318 | Матильда Генауська і її чоловік Людовик Бургундський.                             | 1315-1316 | Фердинанд Майоркський                                                                    |
| 1318-1333 | Жан Дураццо                                                                       |           |                                                                                          |
| 1333-1346 | Катерина де Валуа-Куртене                                                         | 1334-1367 | Жак Савойсько-Ахейський                                                                  |
| 1346-1364 | Роберт Тарентійський                                                              | 1338-1349 | Хайме III Майоркський                                                                    |
| 1364-1370 | Марія де Бурбон, (+1387), Роберт Тарентійський                                    | 1349-1375 | Жак II та Джованна I                                                                     |
| 1370-1373 | Філіпп II Тарентійський                                                           | 1367-1402 | Амадей Савойсько-Ахейський                                                               |
| 1373-1381 | Іоанна I Анжуйська, передала права своєму чоловікові Жаку ІІ.                     | 1373-1381 | Жак де Бо                                                                                |
| 1381-1383 | Жак де Бо                                                                         |           |                                                                                          |
| 1383-1386 | Карл III Анжуйський                                                               | 1383-1384 | Людовик I Анжуйський, усиновлений Іоанною І                                              |
| 1386-1396 | Владислав I Анжуйський,(+1414), син Карла ІІІ                                     | 1384-1387 | Людовик II Анжуйський, його мати Марія Бретонська продала всі права госпітальєрам в 1387 |
| 1396-1402 | Педро Бордо де Сан Суперан, авантюрист                                            |           |                                                                                          |
| 1402-1404 | Марія Дзаккарія, як регент за своїх дітей                                         | 1402-1418 | Луї Савойсько-Ахейський                                                                  |
| 1404-1430 | Чентуріоне II Дзаккарія, (+1432) передав князівський престол своїй дочці Катерині |           |                                                                                          |
| 1430-1460 | Катерина Дзаккарія, (+1462) одружилася з Фомою Палеологом                         |           |                                                                                          |

| У 1460 році султан Мехмед II захопив Пелопоннес, княгиня Катерина та її чоловік Фома Палеолог, деспот Морейський втекли на Корфу, а пізніше оселилися у Римі |

## Виноски
1. ↑  Miller William (1908)The Latins in the Levant: a history of Frankish Greece, 1204—1566 E.P. Dutton and Company, New York. p38
2. ↑  Морейська хроніка, вірші 1903—1967
3. ↑  «Дамським» цей парламент був названий через те, що провідну роль на ньому грали дружини полонених лицарів. «Морейська хроніка», вірші 4376-4385
4. ↑  Jacoby D.: Recherches sur la Méditerranée orientale du XIIe au XVe siècle. L., 1979.
5. ↑  Культура Візантії: ХІІІ-перша половина XV ст. М., 1991, ст. 155
6. ↑  Ассізи Романії, §§ 188, 152, 187, 206, 197
7. ↑  Ассізи Романії, § 198
8. ↑  Ассізи Романії, § 206
9. ↑  Ассізи Романії, § 187
10. ↑  Культура Візантії: ХІІІ-перша половина XV ст. М., 1991, ст.23
11. ↑  Мореська хроніка, вірш 94
12. 1 2  Морейська хроніка, вірші 1928—2009
13. ↑  Jacoby D.: Société et démographie à Byzance et en Romanie Latine. L., 1975. N. VII. Р. 133—189
14. ↑  Jeffreys М. J.: The Chronicle of the Morea: Priority of the Greek Version // BZ. 1975. Bd. 68, H. 2. S. 304—350
15. ↑  Культура Византии: XIII — первая половина XV в., М., 1991, стр. 140